# Next Generation Supersonic Transport

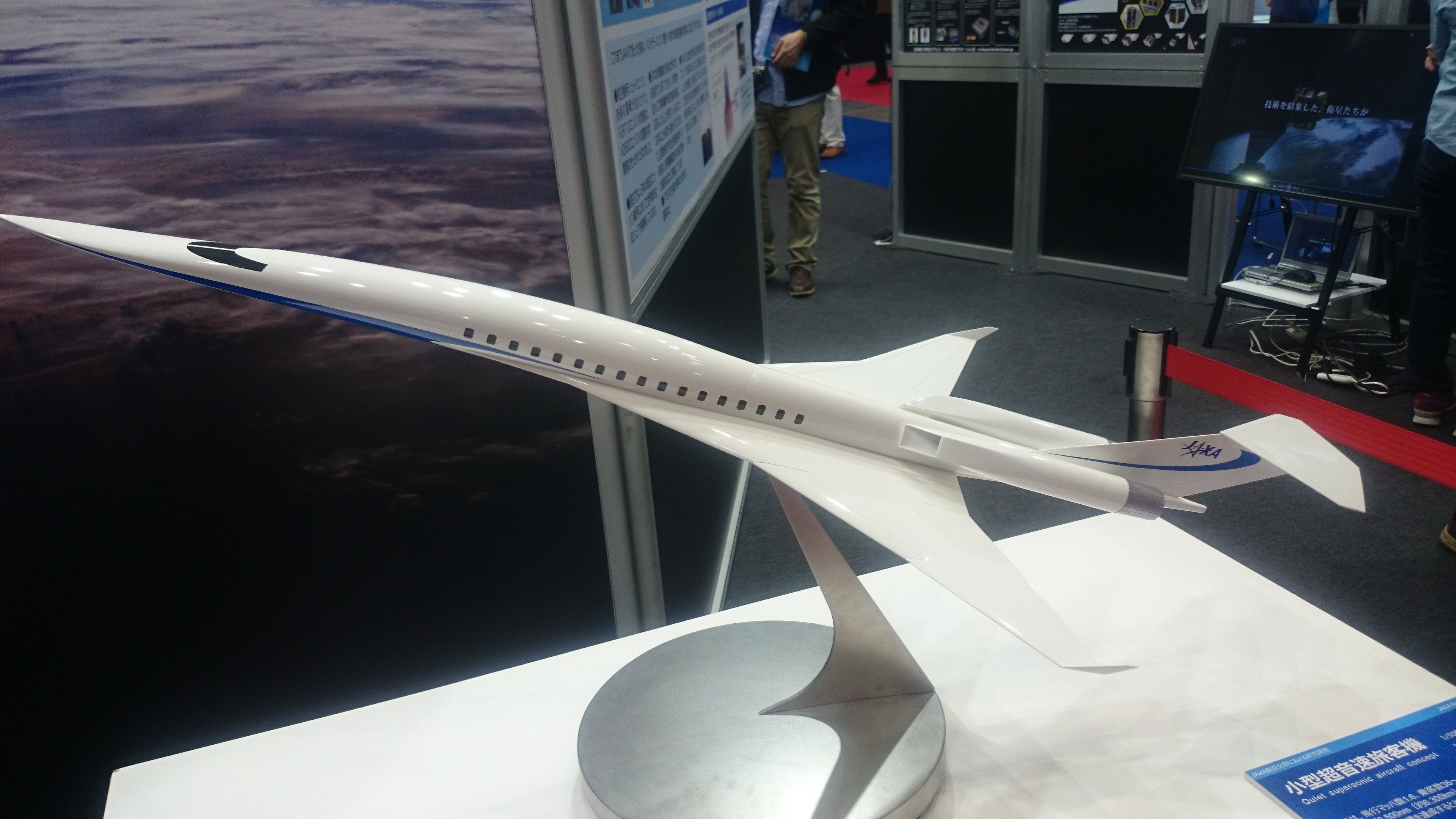
Modell des Flugzeuges

Next Generation Supersonic Transport ist der Arbeitstitel eines neuen Überschallflugzeuges, an dem die japanische Weltraumbehörde JAXA arbeitet. 2021 war geplant, bis 2030 das erste Flugzeug in Betrieb zu nehmen. Es wurde – bisher – kein flugfähiger Prototyp gebaut.
Weiter sind beteiligt Japan Aircraft Development Association (JADC), Japan Aerospace Exploration Association (SJAC), Mitsubishi Heavy Industries (MHI), Kawasaki Heavy Industries (KHI), Subaru, and IHI Co. (IHI).

## Beschreibung
Die JAXA arbeitet an einem Flugzeug, welches je nach Quelle entweder 30 bis 50 oder 300 Passagiere befördern soll. Dieses soll die Stärke des Überschallknalls um 50 % verglichen mit der Concorde reduzieren, um Überschallflüge über Land zu ermöglichen. Zudem soll es kostengünstiger und effizienter als die Concorde sein. Das Flugzeug soll 21 % leichter sein, als ein Flugzeug gleicher Größe mit der in der Concorde verwendeten Technologie gewesen wäre. Die Reisezeit von Tokyo nach San Francisco soll von 10 auf 6 Stunden reduziert werden. Die JAXA schätzt den Bedarf auf 1.000 bis 2.000 Flugzeuge in den ersten Zehn Jahren.

### Technische Daten
| Kenngröße       | Daten                   |
| --------------- | ----------------------- |
| Länge           | 47,8 m                  |
| Breite          | 23,6 m                  |
| Höhe            | 7,3 m                   |
| Flügelfläche    | 175 m²                  |
| Flügelstreckung | 3,0                     |
| max. Startmasse | 70 t oder 399 t         |
| Triebwerke      | 2 × 150 kN              |
| Passagiere      | 36–50 oder 300          |
| Reichweite      | 6.300 km oder 10.200 km |

## Geschichte
Seit 1997 erforscht die JAXA Konzepte für den Überschallpassagierflug, welche ab 2005 ein Modell für Windkanalversuche hervorbrachten.
Im Juni 2005 auf der internationalen Luftfahrtmesse in Paris Le Bourget unterzeichneten Vertreter aus Frankreich und Japan erste Kooperationsverträge über die Forschung an einem Concorde-Nachfolger. Für die folgenden drei Jahre wollen beide Länder zusammen jährliche Forschungskosten von 100 Millionen Yen (617.000 €) tragen. 2002 und 2005 fanden Testflüge des kleinen Überschallexperimentalflugzeuges NEXT-1 in Woomera (Australien) statt, die eine Reduzierung des Luftwiderstandes um 13 % verglichen mit der Concorde bestätigten. Beim ersten Test 2002 verlor das Modell die Kontrolle und stürzte Sekunden nach dem Start ab. 2005 wurden 21 % des JAXA-Budgets für dieses Projekt verwendet.
2015 wurde ein Demonstrator für einen schwächeren Überschallknall in Schweden aus 30 km Höhe fallen gelassen und erreichte Mach 1,3.
Ab 2025 soll zudem die Technologie für ein Hyperschallflugzeug mit Höchstgeschwindigkeit Mach 5 vorgestellt werden.